# Ткемалі
Ткема́лі (грузинською: ტყემალი) — грузинська назва місцевого різновиду аличі, а також соусу, що виготовляється із неї.  Слива-ткемалі є одним з підвидів аличі. Наукова назва її — Слива розчепірена (Prunus cerasifera або Prunus divaricata). Саме з неї готують однойменний соус — перлину грузинської кухні. Використовують аличу різних кольорів, отримуючи соус різного кольору — червоний, жовтий, зелений. Смак соусу ткемалі варіює, однак він не повинен бути надмірно гострим і пекучим, а скоріше пікантно-кислим.
Необхідний елемент ткемалі — омбало (Mentha pulegium), або м'ята болотна, що додає йому індивідуальність і закінченість. Окрім омбало, класичний ткемалі повинен містити зелений коріандр. Можна додавати каєнський перець (у помірній кількості), а також часник, кріп, петрушку, інколи цукор. Обов'язковий інгредієнт — сіль.
Ткемалі подають до яловичини, свинини, баранини, м'яса птиці, страв з картоплі. Ткемалі у грузинській кухні займає таке ж місце, як кетчуп у американській.